# Northwest Africa 7034
Northwest Africa 7034 — другий за віком з усіх відкритих до цього часу марсіанських метеоритів. Його вік оцінюють у два мільярди років. Він містить більше води, ніж будь-який інший марсіанський метеорит з усіх знайдених на Землі. Однак, хоча він і походить із Марса, він не може бути віднесений до жодної із метеоритних SNC-груп, а тому на його основі було визначено нову групу марсіанських метеоритів, яка отримала назву «марсіанська базальтова брекчія» (англ. Martian basaltic breccia, BBR). Кодова назва метеорита NWA 7034 — «Black Beauty». Він був придбаний у Марокко, а його шматочок був подарований університетові Нью-Мексико американським власником екземпляра.

## Відкриття та найменування
Метеорит був знайдений в пустелі Сахара у 2011 році та придбаний в Марокко у торговця метеоритами, який продав екземпляр колекціонерові зі США. Саме тому точне географічне розташування та координати місця знахідки залишаються невідомими. Як це буває з усіма метеоритами, яких знаходять у великих кількостях або продають на ринках, у значенні назви було використано назву загального географічного регіону (Northwest Africa — укр. Північно-західна Африка) та числове значення, яке присвоюється метеоритам із цього регіону в порядку послідовності NWA 7034 має також кодову назву «Black Beauty» (укр. «Чорна Красуня»).

## Опис
NWA 7034 — це вулканічна брекчія, що має порфіритний вигляд, складається із фенокристалів плагіоклазу (андезин) та піроксену (піжоніт та авгіт) розміром до 5 мм в діаметрі, розміщених у дрібнозернистій матриці. Серед другорядних мінералів — хлорапатит, хроміт, гетит, ільменіт, магнетит, маггеміт, лужний польовий шпат та пірит. В метеориті навіть є такі шматки породи, що складаються із миттєво застиглої магми. Основна маса (матриця) складається із дрібнозернистого плагіоклазу, піроксену, різних оксидних мінералів та слідів сульфідів заліза. Загальний хімічний аналіз всього зразка виявив, що NWA 7034 має найвищий вміст води зі всіх марсіанських метеоритів, які були досліджені до цього часу.. Вода, можливо, походила із тих океанів, які колись існували на Марсі, та все ще була присутня в той момент, коли був вивержений вулканічний камінь, якому пізніше судилося стати метеоритом.
З віком у 2.089 ± 0,081 мільярдів років, його утворення відбулося на самому початку Амазонського періоду на Марсі. Це — другий за віком зі всіх відомих марсіанських метеоритів.

## Класифікація
NWA 7034 став першим марсіанським метеоритом, який є брекчієвою породою і не може бути віднесений до жодної з відомих груп марсіанських метеоритів (шерготити, нахліти, шассіньїти та OPX (ALH 84001)). Спершу NWA 7034 був класифікований як позагруповий ахондрит планетного походження, аж доки Метеоритне товариство не прийняло нового визначення для окремої групи у січні 2013 року, давши їй назву «марсіанська базальтова брекчія» (англ. Martian basaltic breccia), для якої вживається скорочення BBR. Співвідношення залізо/манган цілком відповідають співвідношенню цих елементів у інших марсіанських метеоритах, але ізотопи оксигену не збігаються з марсіанським походженням. Зміну співвідношень ізотопів оксигену можна було б пояснити усуванням або додаванням важчих або легших ізотопів, або ж змішуванням із такою масою матерії, якій властиве інше ізотопне співвідношення. Таке могло трапитись в процесі водного метаморфізму марсіанської кори. Іншим поясненням могло б слугувати ізотопне забруднення марсіанської кори під час імпактного брекчіювання.

## Цікаві факти
Мисливці за метеоритами часто користуються надпотужними магнітами, в тому числі неодимовими, які дають змогу знайти зразки, багаті магнетитом і іншими залізовмісними мінералами. При цьому пошукові магніти буквально «перезаписують» стан намагнічених частинок, змінюючи їх орієнтацію і знищуючи цінні наукові свідоцтва. Таку гіпотезу, саме відносно метеорита NWA 7034 «Black Beauty», підтвердила нова наукова робота Франса Лагруа (France Lagroix) і його колег. Їх стаття на початку квітня 2023 року була прийнята до публікації в Journal of Geophysical Research: Planets, а поки про неї було повідомлено у виданні Science. Мінерали в метеориті NWA 7034 повинні були зберегти сліди впливу магнітного поля Марса, але вони практично повністю зникли. Експерименти показали, що ці дані були «стерті» з речовини метеорита NWA 7034 «Black Beauty», немов він зазнав впливу куди більш сильного магнітного поля. Вчені відразу ж зв'язали це зі способом, яким був знайдений метеорит NWA 7034 «Black Beauty».